# Краєзнавчий музей міста Славутич та Чорнобильської АЕС

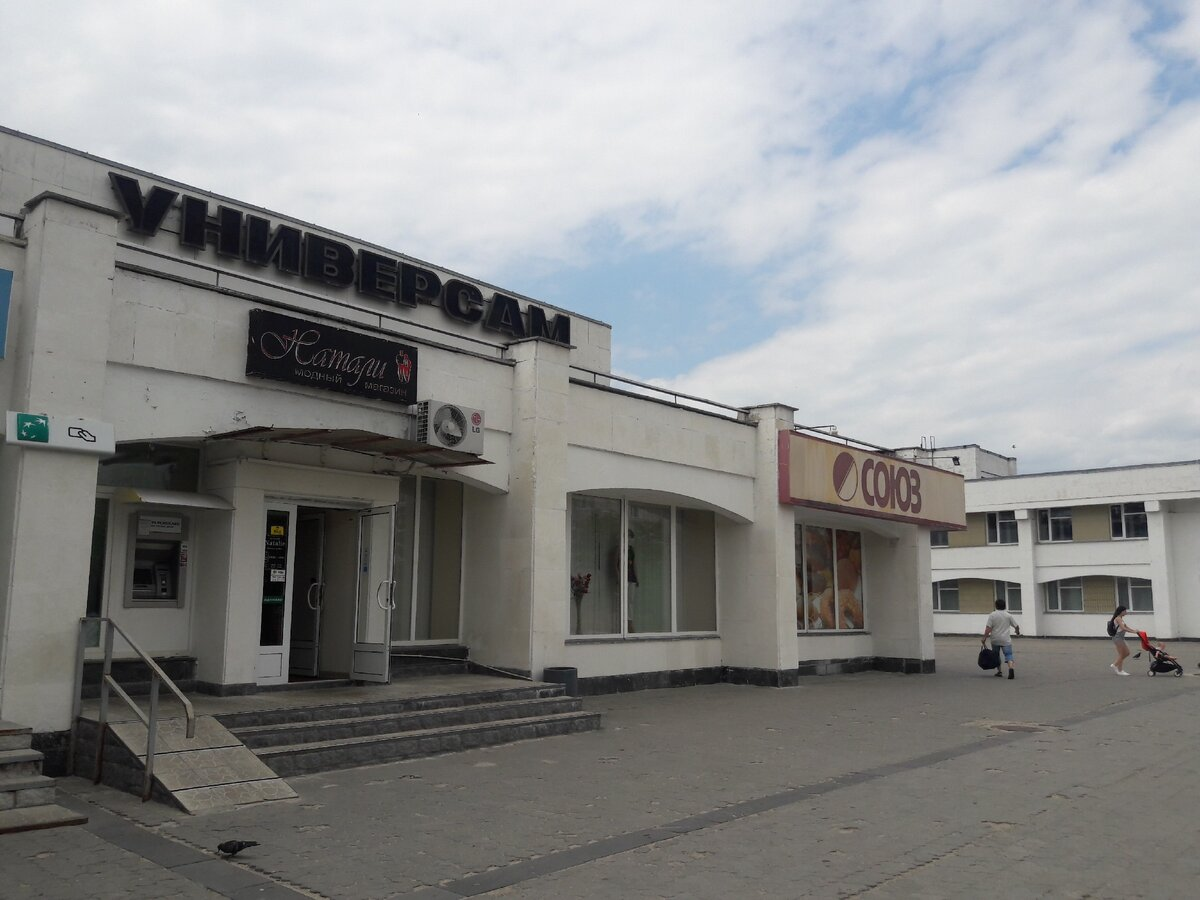
Будівля музею

Краєзнавчий музей міста Славутич та Чорнобильської АЕС ― музей, експозиції в якому присвячено історії та культурі міста і регіону, частину експозиції присвячено будівництву ЧАЕС і міста Прип’ять, аварії на станції та ліквідації її наслідків.

## Історія
Відкритий у 2007 році. 

### Експозиції
Один із залів присвячено Чорнобильській АЕС. Тут демонструються документи, фотографії станції, стенди, присвячені ліквідації наслідків аварії, а також макет промислового майданчика станції з об’єктом "Укриття". Інші зали розповідають про місто Славутич, його будівництво і розвиток. Є в музеї і етнографічний зал, в якому демонструються результати краєзнавчої роботи вчених установи.
У краєзнавчому музеї міста Славутича і Чорнобильської АЕС відкрили кімнату, де можна побачити речі, якими користувалися жителі Прип’яті до аварії.
Зберіглася мінеральна вода «Чорнобильська», дата розливу – 16 квітня 1986 року.